# Torrados e Sousa
Torrados e Sousa (oficialmente: União das Freguesias de Torrados e Sousa) é uma freguesia portuguesa do município de Felgueiras, com 5,21 km² de área e 3287 habitantes (censo de 2021). A sua densidade populacional é 630,9 hab./km².

## História
Foi constituída em 2013, no âmbito de uma reforma administrativa nacional, pela agregação das antigas freguesias de Torrados e Sousa e tem a sede em Torrados.

## Demografia
A população registada nos censos foi:
| Distribuição da População por Grupos Etários | Distribuição da População por Grupos Etários | Distribuição da População por Grupos Etários | Distribuição da População por Grupos Etários | Distribuição da População por Grupos Etários | Distribuição da População por Grupos Etários |
| -------------------------------------------- | -------------------------------------------- | -------------------------------------------- | -------------------------------------------- | -------------------------------------------- | -------------------------------------------- |
| Antes da agregação                           |                                              |                                              |                                              |                                              |                                              |
| Ano                                          | 0-14 anos                                    | 15-24 anos                                   | 25-64 anos                                   | >= 65 anos                                   | Total                                        |
| 2001                                         | 850                                          | 620                                          | 1828                                         | 342                                          | 3640                                         |
| 2011                                         | 600                                          | 525                                          | 1936                                         | 404                                          | 3465                                         |
| Após a agregação                             |                                              |                                              |                                              |                                              |                                              |
| Ano                                          | 0-14 anos                                    | 15-24 anos                                   | 25-64 anos                                   | >= 65 anos                                   | Total                                        |
| 2021                                         | 393                                          | 432                                          | 1918                                         | 544                                          | 3287                                         |